# Mac McDonald
Pour les articles homonymes, voir McDonald.
Mac McDonald est un acteur américain, né le 18 juin 1949 à Long Island, New York (États-Unis).

## Filmographie
- 1975 : Rollerball : Executive
- 1984 : Top secret ! : German Soldier
- 1984 : La Belle et l'Ordinateur (Electric Dreams) : Removal Man
- 1985 : Le Justicier de New York (Death Wish 3) : Policeman
- 1985 : Edge of Darkness (feuilleton TV) : Col. Robert Kelly
- 1986 : Les Caprices du destin (Strong Medicine) (TV) : 2nd Salesman
- 1986 : Aliens, le retour (Aliens) : Al Simpson, Colony Officer
- 1986 : Nuit de noce chez les fantômes (Haunted Honeymoon) : Reporter
- 1986 : Escort Girl (Half Moon Street) : Eddy Pressback
- 1987 : London Embassy (feuilleton TV) : Colonel
- 1987 : Superman 4 (Superman IV: The Quest for Peace) : Marshall #2
- 1989 : Fellow Traveller (TV) : G-Man
- 1989 : Batman : Goon
- 1990 : Back Home (TV) : Mitch
- 1990 : Hardware : Newscaster
- 1990 : Cabal (Nightbreed) : Lou Rickman
- 1990 : Memphis Belle : Les
- 1990 : Le Complot du renard (Night of the Fox) (TV) : U.S. Tank Sergeant
- 1990 : The Tragedy of Flight 103: The Inside Story (TV) : Port Authority Policeman
- 1990 : La Maison Russie (The Russia House) : Bob, CIA Agent
- 1991 : L'Amérique en otage (TV) : Dale Leibach
- 1991 : Une affaire d'honneur (Prisoner of Honor) (TV) : Picquart's lawyer
- 1993 : Déclic fatal (Lethal Exposure) (TV) : Lt. Mays
- 1994 : There's No Business : Mort Clayton
- 1994 : Fortitude (Fall from Grace) (TV) : Actor 3
- 1995 : Glam Metal Detectives (série TV) : Rolston Brocade
- 1996 : Delta Wave (TV) : Sheldon Hubble
- 1996 : Les Voyages de Gulliver (Gulliver's Travels) (TV) : un fermier
- 1997 : Lust for Glorious (TV) : Al
- 1997 : The Man Who Made Husbands Jealous (feuilleton TV) : Elmer Winterton
- 1997 : Créatures féroces (Fierce Creatures) : TV Producer
- 1997 : Le Cinquième Élément (The Fifth Element) : Flying Cop
- 1998 : Stiff Upper Lips : American Husband
- 1998 : Le Barbier de Sibérie (Sibirskiy tsiryulnik) : Sergeant 'Mad Dog' O'Leary
- 1999 : The Waiting Time (TV) : Larry Rendell
- 2001 : Le 51e État (The 51st State) : Mr. Davidson
- 2003 : Between Iraq and a Hard Place (TV) : Various Characters (voix)
- 2004 : Control : Warden
- 2005 : Tara Road : Jerry
- 2006 : Flyboys : Sheriff Detweiller